# Fjørtofta
Fjørtofta  est une île de la commune de Ålesund, du comté de Møre og Romsdal, dans la mer de Norvège. C'est une île de l'archipel de Nordøyane.

## Description
L'île de 9,2 km2 est située entre les îles de Harøya et Flemsøya, dans la partie nord de la municipalité, et Midøya et Dryna (toutes deux dans la municipalité de Molde). Les gens vivent sur Fjørtofta depuis des temps immémoriaux et des découvertes de l'âge de pierre, de l'âge du bronze, de l'âge du fer et de l'âge viking ont été faites sur l'île.
Fjørtofta est une île assez plate et le point culminant est le Æafjellet de 112 mètres de haut. L'agriculture et la pêche sont les principales industries de l'île. La Fjørtoft Church (en), construite en bois en 1878, est située dans la partie nord de l'île. 
L'île est reliée par ferry au village de Brattvåg (en) (sur le continent) et au village de Myklebost (sur l'île de Harøya). Le réseau routier de ponts et tunnels Nordøyvegen (en) relie l'île de Fjørtofta au continent et à ses îles voisines depuis 2022.

## Galerie

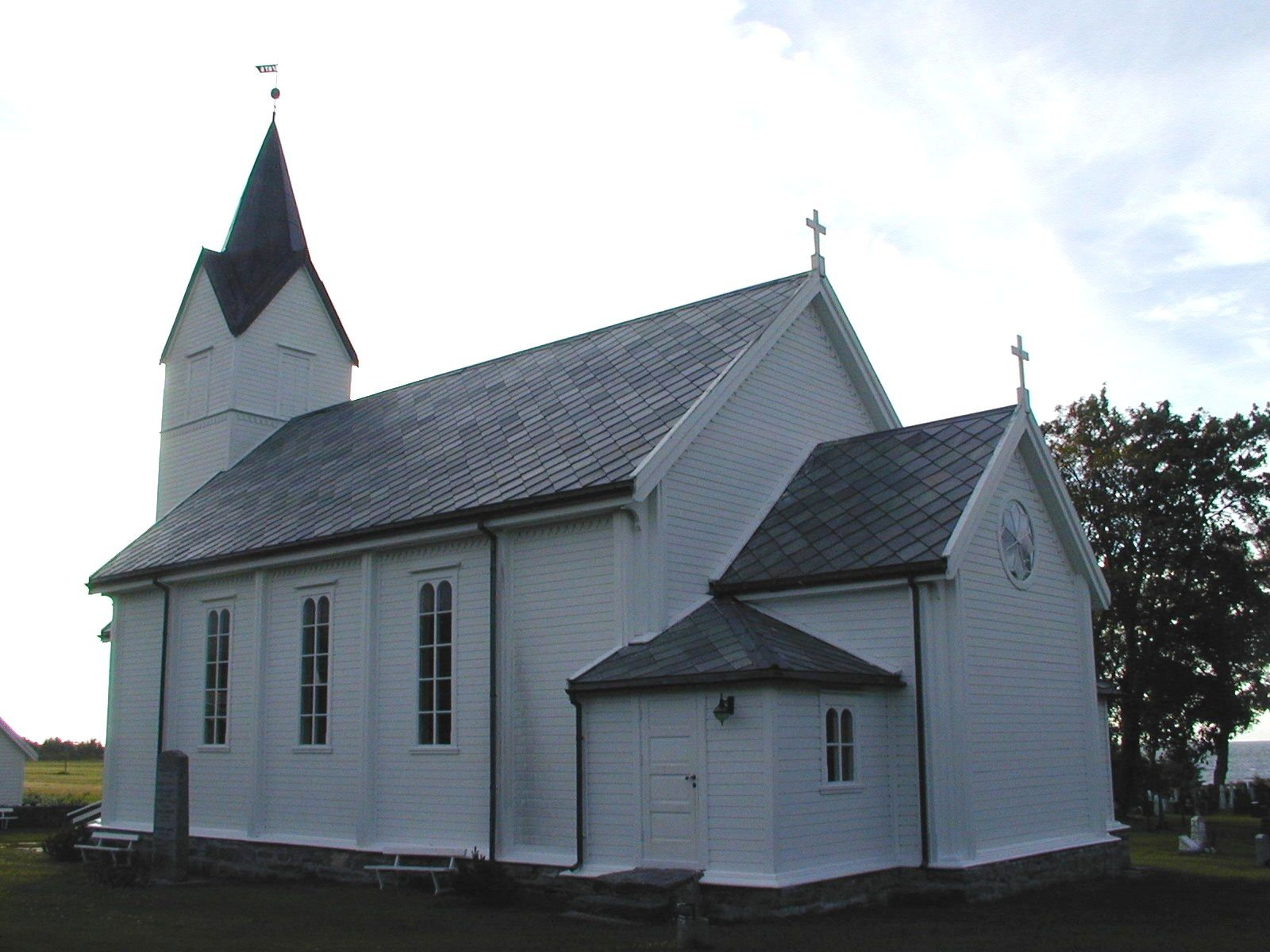
L'église de Fjørtoft